# 보성 벌교 홍교
보성 벌교 홍교(寶城 筏橋 虹橋)는 대한민국 전라남도 보성군 벌교읍에 있는 조선 시대의 아치교이다. 1963년 1월 21일 대한민국의 보물 제304호로 지정되었다.
홍교는 벌교천 위에 걸쳐진 돌로 만든 무지개 다리로 전체길이 27m, 높이는 약 3m, 폭 4.5m 내외이다.
이 다리는 조선 영조 5년(1729년)에 순천 선암사의 승려인 초안과 습성 두 선사가 만들었다고 전해지고 있다. 불교에서는 다리를 놓아 사람이 편하게 다닐 수 있게 하는 월천공덕을 중요한 보시로 꼽고 있다.
이 홍교는 영조 13년(1737년)과, 다시 헌종 10년(1844년)에 고친 바 있다. 지금의 모습은 1981-1984년까지의 4년에 걸쳐 보수하여 원형을 찾은 것이다.
한국에 남아있는 홍교 가운데 가장 규모가 큰 대표적인 돌다리이다. 홍교가 놓이기 이전에는 뗏목다리를 놓아 건너 다녔다고 하는데 벌교하는 이름이 여기에서 유래되었다.

## 개요
홍교란 다리 밑이 무지개같이 반원형이 되도록 쌓은 다리를 말하며, 아치교·홍예교·무지개다리라고도 한다. 이 다리는 현재 남아 있는 홍교 중에서 가장 규모가 크며, 현재도 주민들이 사용하고 있다.
예전에는 이 자리에 뗏목을 이은 다리가 있어 벌교(筏橋)라는 지명이 생겨났으며, 조선 영조 5년(1729)에 선암사의 한 스님이 돌다리로 만들어 놓았다고 한다. 그후 영조 13년(1737) 다리를 고치면서, 3칸의 무지개다리로 만들어졌고, 1981∼1984년까지의 4년에 걸친 보수공사를 통해 지금에 이르고 있다.
무지개 모양을 한 다리밑의 천장 한 가운데 마다 용머리를 조각한 돌이 돌출되어 아래를 향하도록 하였는데, 이는 물과 용의 관계에서 오는 민간신앙의 표현으로 보인다. 예전에는 이 용의 코끝에 풍경을 매달아 은은한 방울소리가 울려퍼지도록 하였다고 한다. 다리가 놓여진 강에는 바닷물이 드나드는데, 썰물 때에는 다리 밑바닥이 거의 드러나고, 밀물 때에는 대부분이 물속에 잠긴다.
원래 다리의 규모는 폭 4m, 길이 80m에 이르렀을 것으로 보이며, 이 다리를 위해 주민들이 60년 마다 회갑잔치를 해주고 있다고 한다. 화려하고 거대한 모습 속에서도 단아한 멋을 풍기며, 웅대함과 함께 뛰어난 기술을 엿볼 수 있는 대표적인 작품이다.

## 참고 자료
- 보성 벌교 홍교 - 국가유산청 국가유산포털
- 이 문서에는 다음커뮤니케이션(현 카카오)에서 GFDL 또는 CC-SA 라이선스로 배포한 글로벌 세계대백과사전의 내용을 기초로 작성된 글이 포함되어 있습니다.